# Graça (Lisboa)
Graça é um bairro e antiga freguesia portuguesa do município de Lisboa, com 0,35 km² de área e 5 787 habitantes (2011). Densidade: 16 534,3 hab/km².
A antiga freguesia foi formada já muito depois do terramoto de 1755, com a integração das extintas freguesias de Santo André e Santa Marinha, só tendo adquirido identidade própria já no século XIX.[carece de fontes?]
Como consequência de uma reorganização administrativa, oficializada a 8 de novembro de 2012 e que entrou em vigor após as eleições autárquicas de 2013, foi determinada a extinção da freguesia, passando o seu território integralmente para a freguesia de São Vicente.

## População
★ No censo de 1864 pertencia ao Bairro de Alfama. Nos anos de 1864 a 1911 designava-se Santo André (Graça). Os seus limites foram fixados pelo decreto-lei nº 42.751, de 22/12/1959

Grupos etários em 2001 e 2011			

| Nº de habitantes | Nº de habitantes | Nº de habitantes | Nº de habitantes | Nº de habitantes | Nº de habitantes | Nº de habitantes | Nº de habitantes | Nº de habitantes | Nº de habitantes | Nº de habitantes | Nº de habitantes | Nº de habitantes | Nº de habitantes | Nº de habitantes | Nº de habitantes |
| ---------------- | ---------------- | ---------------- | ---------------- | ---------------- | ---------------- | ---------------- | ---------------- | ---------------- | ---------------- | ---------------- | ---------------- | ---------------- | ---------------- | ---------------- | ---------------- |
| 1864             | 1878             | 1890             | 1900             | 1911             | 1920             | 1930             | 1940             | 1950             | 1960             | 1970             | 1981             | 1991             | 2001             | 2011             |                  |
| 1993             | 3435             | 3410             | 3501             | 4105             | 5651             | 4776             | 4593             | 4629             | 15122            | 13183            | 11442            | 8604             | 6960             | 5787             |                  |
|                  | +72%             | -1%              | +3%              | +17%             | +38%             | -15%             | -4%              | +1%              | +227%            | -13%             | -13%             | -25%             | -19%             | -17%             |                  |

|     | 0-14 anos  | 15-24 anos | 25-64 anos   | 65 e + anos  |
| Hab | 597 \| 619 | 748 \| 486 | 3553 \| 3019 | 2062 \| 1663 |
| Var | +4%        | -35%       | -15%         | -19%         |

## Património
- Edifício na Rua da Senhora do Monte, nº46, incluindo o jardim
- Palácio dos Condes de Figueira
- Estrela d'Ouro
- Capela de Nossa Senhora do Monte (Lisboa)
- Vila Berta
- Convento das Mónicas
- Miradouro da Graça
- Miradouro da Senhora do Monte
- Igreja e convento da Graça
- Jardim do Convento da Graça

## Arruamentos
A freguesia da Graça continha 40 arruamentos. Eram eles:
| - Beco das Beatas - Beco do Forno do Sol - Beco dos Peixinhos - Calçada da Graça - Calçada de Santo André - Calçada do Monte - Caracol da Graça - Escadas do Monte - Escadinhas Damasceno Monteiro - Miradouro Sophia de Mello Breyner Andresen - Largo da Graça - Largo do Monte - Rua Angelina Vidal - Rua da Bela Vista à Graça | - Rua da Graça - Rua da Senhora da Glória - Rua da Senhora do Monte - Rua da Verónica - Rua da Voz do Operário - Rua Damasceno Monteiro - Rua das Beatas - Rua de Santa Marinha - Rua de São Gens - Rua de São Vicente - Rua do Cardal da Graça - Rua do Sol à Graça - Rua do Vale de Santo António | - Rua dos Lagares - Rua dos Sapadores - Rua Josefa de Óbidos - Rua Leite de Vasconcelos - Rua Natália Correia - Travessa da Nazaré - Travessa da Pereira - Travessa da Senhora da Glória - Travessa das Mónicas - Travessa das Terras do Monte - Travessa de Santo António à Graça - Travessa de São Vicente - Travessa do Monte |

Existem ainda outros 19 arruamentos reconhecido pela Câmara, mas não geridos directamente por esta:
| - Pátio Barbosa (Calçada da Graça, 18) - Pátio das Beatas (Beco das Beatas, 14) - Pátio Peixinhos (Rua dos Sapadores, 143) - Pátio Sousa (Rua da Senhora da Glória, 107) - Praceta A (Rua Natália Correia) - Quinta do Chaves (Travessa de Santo António à Graça, 33A) - Rua Josefa Maria (Estrela d'Ouro) - Rua Particular (Rua da Senhora do Monte) - Rua Rosalina (Estrela d'Ouro) - Rua Serra Vidal | - Rua Virgínia (Estrela d'Ouro) - Vila Berta (Rua do Sol à Graça, 55 a 59) - Vila Iolanda (Calçada do Monte)\|Vila Iolanda (Calçada do Monte, 90) - Vila Irene (Escadas do Monte, 6) - Vila Maria (Rua de São Gens, 23) - Vila Martins (Escadinhas Damasceno Monteiro, 14) - Vila Prazeres (Rua da Bela Vista à Graça, 118) - Vila Rodrigues (Rua da Senhora da Glória, 142) - Vila Sousa (Largo da Graça, 82) |